# 전기요법

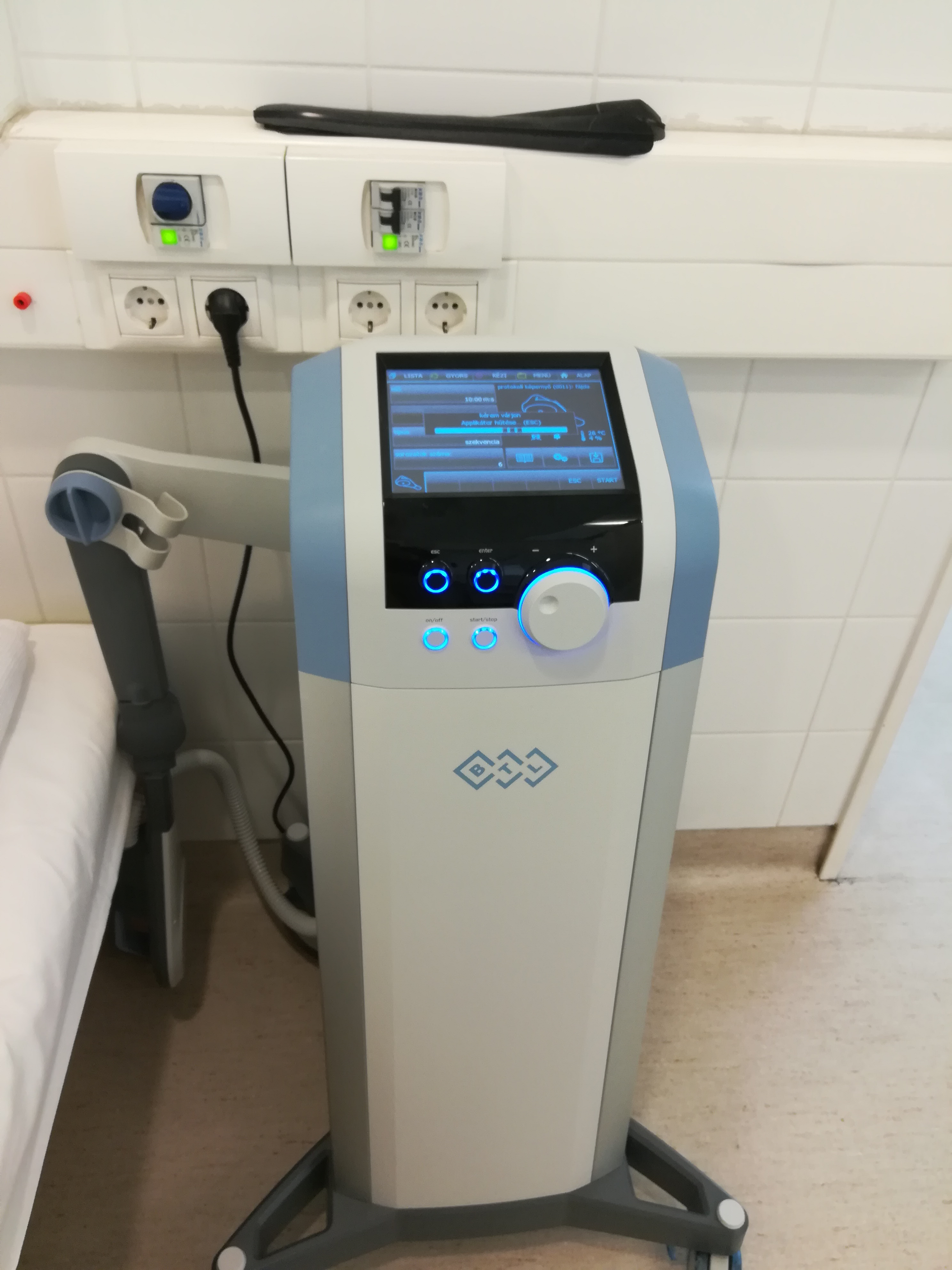
SIS 슈퍼 유도 시스템 전자기 치료. 헝가리 부다페스트의 한 병원에서 사용 중인 모습.

전기요법 또는 전기치료(electrotherapy)는 전기 에너지를 의료 치료로 사용하는 것이다. 의학에서 전기요법이라는 용어는 신경 질환에 대한 심부 뇌 자극기와 같은 전기 장치의 사용을 포함하여 다양한 치료에 적용될 수 있다. 이 용어는 특히 상처 치유 속도를 높이기 위해 전류를 사용하는 데에도 적용되었다. EMS의 사용은 근육통 관리에도 매우 광범위하다. 또한 "전기 요법" 또는 "전자기 요법"이라는 용어는 다양한 대체 의료 기기 및 치료법에도 적용되었다. 전기요법의 효과를 뒷받침하는 증거는 제한적이다.

## 같이 보기
- 전기 경련 요법
- 경두개자기자극술